# Bischofsmesse
Eine Bischofsmesse ist in der römisch-katholischen Kirche eine feierliche heilige Messe, die von einem Bischof geleitet wird.
Von herausgehobener Bedeutung ist dabei die Messe, Stationsmesse genannt, bei der sich idealerweise die ganze Ortskirche um den Diözesanbischof versammelt. Daran nehmen aktiv teil das Presbyterium, die Diakone, diejenigen, die als Lektoren und Akolythen dienen, die Ordensleute und die Laien. Diese Teilnahme aller Glieder der Ortskirche unterscheidet die Stationsmesse von anderen Bischofsmessen.
Der Ablauf ist im Caeremoniale Episcoporum in der Fassung von 1984 und spãter geregelt, die die Veränderungen infolge der Liturgiereform des Zweiten Vatikanischen Konzils berücksichtigt. Darin wird die frühere Bezeichnung der Bischofsmesse als missa pontificalis nicht mehr verwendet. Im deutschen Sprachgebrauch hat sich aber „Pontifikalamt“ erhalten.
Eine heilige Messe, welcher der Papst vorsteht, wird auch als Papstmesse (Missa papalis) bezeichnet.

## Stationsmesse als herausgehobene Feier der Ortskirche
„„Die wichtigste Manifestation der Ortskirche ist, wenn der Bischof als Hohepriester seiner Herde die Eucharistie feiert, besonders in der Kathedrale, umgeben von seinen Priestern und Amtsträgern, unter voller und aktiver Teilnahme des ganzen heiligen Volkes Gottes. Diese Messe, die Stationsmesse genannt wird, zeigt sowohl die Einheit der Ortskirche als auch die Vielfalt ihrer Ämter rund um den Bischof und die heilige Eucharistie. Deshalb sollen so viele Gläubige wie möglich dazu gerufen werden, die Priester konzelebrieren, die Diakone dienen, die Akolythen und die Lektoren ihren Dienst tun“.“

Diese Form soll die Messfeier vor allem an den Hochfesten des Kirchenjahres haben, wenn der Bischof das Chrisam weiht und am Gründonnerstag die Abendmahlsmesse zelebriert, ferner am Festtag des heiligen Gründers oder der Schutzpatrons der Diözese, am Jahrestag der Bischofsweihe, bei großen Versammlungen der Christen und aus Anlass von Pastoralvisitationen.
Sie wird mit Gesang gefeiert. Neben den anwesenden Priestern, die mit dem Bischof konzelebrieren, sollen mindestens drei Diakone mitwirken: einer, der das Evangelium vorträgt, und zwei, die am Altar assistieren. Wenn die Feier in der Kathedrale stattfindet, ist es angemessen, dass das Domkapitel, falls vorhanden, mit dem Bischof konzelebriert, ohne jedoch die Teilnahme anderer Priester auszuschließen.
Die Feier einer Stationsmesse beginnt mit dem großen Einzug, von einem Thuriferar (Rauchfassträger) angeführt. Diesem folgt der Kreuzträger, von sieben oder mindestens zwei Akolythen begleitet, die brennende Kerzen tragen. Dann kommen der Klerus, der Diakon, der das Evangeliar trägt, gegebenenfalls weitere Diakone, die konzelebrierenden Priester und der Bischof, der Mitra und Krummstab trägt. Ihm folgen seine zwei Hilfsdiakone und schließlich die Ministranten, deren Auftrag es ist, das Buch, die Mitra und den Stab zu halten.

## Bischöfliche Messfeiern im Allgemeinen
Auch für andere, weniger feierliche Messfeiern von Bischöfen gilt nahezu derselbe Ablauf. Auch hier trägt der Bischof Brustkreuz, Stab und Mitra, wenn die Umstände es nahelegen. Er kann auch völlig ohne Pontifikalien und Assistenz zelebrieren, was vor der Liturgiereform nicht erlaubt war. Bei bischöflichen Besuchen in Pfarreien oder Gemeinschaften seiner Diözese konzelebrieren die Priester dieser Pfarrei oder Gemeinschaft mit ihm, ein Diakon in Dalmatik sollte teilnehmen und die in der Messe mit Diakon vorgesehenen Aufgaben übernehmen.
Der Ablauf aller Bischofsmessen richtet sich nach den Riten für die Feier der Gemeindemesse. Zu nennen sind einige Besonderheiten:
- Der Bischof trägt zu den üblichen Paramenten eines Zelebranten das Brustkreuz und üblicherweise den Pileolus sowie, wenn die Umstände es erfordern, die Mitra und den Krummstab.
- Einige liturgische Gruß- und Segensformeln haben spezielle, einem Bischof vorbehaltene Texte und Riten, etwa „Der Friede sei mit euch“ statt „Der Herr sei mit euch“ als Anrede an die Gemeinde oder eine besondere Segensformel beim Schlusssegen. Das Caeremoniale Episcoporum gibt nur sieben solche Unterschiede.[6][7]

Die Konzelebration ist normal, während bei der früheren missa pontificalis nur einer, der Bischof, die Messe zelebriert, während die teilnehmenden Priester, deren Anzahl festgelegt und begrenzt war, als Diakon, als Subdiakon, als Presbyter assistens oder als Zeremoniare amtierten.
Ein Bischof, der nicht Ortsordinarius ist, kann mit Zustimmung des Diözesanbischofs auch in der Kathedralkirche mit Krummstab zelebrieren und die Kathedra benutzen.

## Stundengebet
Im Caeremoniale Episcoporum finden sich Anleitungen nicht nur für die Feier der Messe, sondern auch für das vom Bischof geleitete Stundengebet, und zwar nicht nur für die Vesper („Pontifikalvesper“), sondern für alle Horen.

## Ältere Formen der bischöflichen Messe
Vor dem Zweiten Vatikanischen Konzil wurde das Pontifikalamt (missa pontificalis) zelebriert, eine aufwändige Form mit einer Vielzahl von mitwirkenden Klerikern und liturgischen Diensten: dem Bischof als Zelebranten, einem Diakon und einem Subdiakon, zwei Assistenzdiakonen, einem Presbyter assistens, zwei Zeremoniaren, sieben Ministranten (zwei Ceroferaren, einem Thuriferar, anderen, die das Buch, den Handleuchter mit Griff (italienisch bugia), die Mitra und den Krummstab halten). Häufig wurden die Rolle des Diakons und des Subdiakons von Priestern übernommen, die aber in Dalmatik und Tunicella anstatt in priesterlichen Gewändern amtierten.
Wollte ein Bischof ohne Öffentlichkeit zelebrieren, war er an den Ablauf der missa pontificalis mit einem Presbyter assistens, einem Messdiakon, einem Subdiakon und zwei Hilfsdiakonen gebunden oder konnte eine Form der stillen Messe wählen, die auch missa praelatitia genannt wurde; dabei assistierten ihm zwei Kleriker der höheren Weihen (Priester, Diakone oder Subdiakone).
Seit dem Motu proprio von Papst Franziskus Traditionis custodes vom 16. Juli 2021 dürfen die liturgischen Bücher und Riten aus der Zeit vor der Liturgiereform des Zweiten Vatikanischen Konzils nur in besonderen Fällen und ausschließlich mit Genehmigung des Diözesanbischofs verwendet werden. So hat Jean-Marc Aveline, Erzbischof von Marseille, am 9. Januar 2022 in der Personalpfarrei Saint-Charles in Marseille ein Pontifikalamt gefeiert.